# 啮虫目
啮虫目，亦有簡化作𪘅目，是昆虫纲的一个目。Psocoptera一词来源于希腊语， psokos(ψωκος)意为“啮，咬”，ptera(πτερα), 意为“翼，翅膀”。啮虫目动物，俗称书虱、米虱，包含了室內的書蝨及野外的樹蝨。体长在1毫米至1厘米之间。啮虫目出现于2.95亿年至2.48亿年前。

## 分類
根據查理·布鲁斯的《昆虫分类表》原來的分類，啮虫目分為Parapsocida及Eupsocida兩個亞目。
根據2000年代的分類，分子生物學及形態學確認了啮虫目與蝨毛目是近親，而蝨毛目其實是從粉啮虫亚目演變而成的，因此這兩個目應該重組成為啮虫总目（Psocodea，又名嚙總目）。
現時本目分為3个亚目41科，共5500多种。

### 現時分類
- 啮虫目 Psocoptera
  - 小啮虫亚目 Trogiomorpha (7科)
  - 粉啮虫亚目 Troctomorpha (9科)
  - 啮虫亚目 Psocomorpha (24科)

### 布魯斯分類
- 啮虫目 Corrodentia[7]
  - 準齧蟲亞目 Parapsocida[8]
    - 葉齧蟲科 
    - 旋齧蟲科 
    - 鱗嚙蟲科 
    - 圓翅嚙蟲科 
    - 竊蟲科 
    - 書蝨科 
    - 古嚙蟲科 

  - 真齧蟲亞目 Eupsocida[9]
    - 斑嚙蟲科 
    - 星嚙蟲科 
    - 毛嚙蟲科 
    - 嚙蟲科 
    - 蛾嚙蟲科 
    - 花齧蟲科